# يحيى جبران
يحيى جبران (من مواليد 18 يونيو 1991 بمدينة سطات) هو لاعب كرة قدم مغربي، يشغل مركز لاعب وسط  بنادي الكويت و‌منتخب المغرب لكرة القدم.

## مسيرته
تم استدعاؤه للعب ضمن صفوف المنتخب المغربي في بطولة أمم إفريقيا للمحليين 2018، وأجرى أولى مبارياته أمام المنتخب السوداني في دور المجموعات بتاريخ 21 يناير 2018.
في 10 نوفمبر 2022، تم اختياره ضمن تشكيلة المغرب المكونة من 26 لاعبًا للمشاركة في كأس العالم 2022 بقطر، وأجرى أولى مبارياته في البطولة أمام المنتخب الكندي في دور المجموعات والتي انتهت بفوز المغرب (2-1).

## الإنجازات

### النادي
الوداد الرياضي
- البطولة الوطنية المغربية (3): 2019، 2021، 2022
- دوري أبطال أفريقيا : 2022

 نادي الكويت
- الدوري الكويتي : 2025
- كأس ولي العهد : 2025
- كأس السوبر الكويتي : 2025

### المنتخب
المغرب
- كأس العالم:
  - المركز الرابع : 2022[7]
- بطولة أمم أفريقيا للمحليين:
  -  البطل : 2018، 2020

فردية
- أول لاعب يسجل للمغرب في كأس العالم داخل الصالات.[8]
- أفضل لاعب في البطولة الوطنية المغربية : 2021–22[9]
- تشكيلة الموسم في البطولة الوطنية المغربية : 2021–22، 2022–23

## روابط خارجية
- يحيى جبران على موقع الاتحاد الدولي (مؤرشف)  (الإنجليزية)
- يحيى جبران على موقع قاعدة بيانات كرة القدم.إي يو (الإنجليزية)
- يحيى جبران على موقع ناشيونال فوتبول تيمز (الإنجليزية)
- يحيى جبران على موقع Soccerway.com (الإنجليزية)
- يحيى جبران على موقع عالم كرة القدم.نت (الإنجليزية)
- معلومات يحيى جبران على موقع كووورة